# Filozofia culturii
Filozofia culturii se ocupă cu cercetarea condițiilor în care cultura a evoluat în general și cu evoluțiile culturale respective văzute în contextele istorice și geografice specifice corespunzătoare. Sunt cercetate exprimarea culturală a omului în limbă, scriere, mit, religie, etică, artă, economie, organizare politică statală, mass-media, știință și tehnologie.